# Beram
Beram je naselje u Republici Hrvatskoj, u sastavu Grada Pazina, Istarska županija. 
U blizini se nalazi poznata jednobrodna grobljanska crkva sv. Marije na Škrilinah koja je podignuta u 13. stoljeću.

## Stanovništvo
Prema popisu stanovništva iz 2001. godine, naselje je imalo 234 stanovnika te 62 obiteljskih kućanstava.
| broj stanovnika | 656   | 678   | 372   | 418   | 419   | 435   | 849   | 834   | 392   | 374   | 329   | 323   | 257   | 243   | 234   | 234   | 222   |
|                 | 1857. | 1869. | 1880. | 1890. | 1900. | 1910. | 1921. | 1931. | 1948. | 1953. | 1961. | 1971. | 1981. | 1991. | 2001. | 2011. | 2021. |

## Poznate osobe
- Vjekoslav Gortan, stručnjak za zadrugarstvo,[6]
- Josip Grašić, istaknuti svećenik Hrvatskoga katoličkog pokreta, velikan istarske crkvene povijesti, pod njegovim vodstvom osnovano je 2. kolovoza 1910. "Tiskovno društvo"[7]